# Сук Бахадур
Сук Бахадур Тхапа (бірм. ဆွတ်ဗဟာဒူး; нар. 15 травня 1935 — пом. 19 серпня 2001) — бірманський футболіст, що грав на позиції нападника, і майор 4 піхотного батальйону гуркхів бірманської армії. Він також був ведучим гравцем у теніс і хокей на траві, а також чемпіоном із бігу на 100 метрів, які він пробігав менш ніж за 11 секунд. Бахадур був гуркхом із штату Шан у М'янмі.

## Початок кар'єри
У 1952 році Федерація футболу Бірми започаткувала перший футбольний чемпіонат штатів і дивізіонів, щоб зібрати талановитих футболістів з усієї країни. Разом із багатьма новими обличчями Бахадура було відзначено з титулованої футбольної команди штату Шан. Пізніше грав за армійську футбольну команду, де став партнером таких відомих футболістів як Хла Маунг, Ба К'ю, Маунг Тхаунг, Хла Ає, Гуан Шейн, Ба Шве і Девід К'яу Сан.

## Клубна кар'єра
Клубна кар'єра Бахадура розпочалася в 1952 році, коли він розпочав виступи за команду штату Шан. Саме завдяки його грі команда штату виграла того року чемпіонат країни. Невдовзі його залучили до національної збірної Бірми, де він грав як на позиції правого вінгера, так і на позиції нападника, та допоміг своїй країні досягти першого успіху у футболі, коли збірна Бірми виграла бронзову медаль на Азійських іграх 1954 року. Шлях Бахадура як футболіста був нелегким, і на цьому шляху він зіткнувся з багатьма випробуваннями. Але подолання цих перешкод зміцнило його дух. Це також допомогло йому стати ватажком на полі, і незабаром його призначили капітаном національної футбольної збірної. Як капітан Сук Бахадур був відомий своєю дисциплінованістю, самовідданістю та пристрастю до гри. Він був суворим керівником, який вимагав найкращого від своїх товаришів по команді, та показував приклад. Під керівництвом Бахадура бірманська футбольна команда здобула численні нагороди. За час його виступів бірманська збірна двічі вигравала золоту медаль Азійських ігор, у 1966 та 1970 роках, і посіла друге місце на Кубку Азії 1968 року. Бірманська збірна тричі вигравала Ігри Південно-Східної Азії, у 1965, 1967 та 1969 роках, і двічі тріумфувала на Кубку Мердека, у 1964 і 1967 роках, а також посіла друге місце на Кубку Короля в 1968 році. Не менш успішно Бахадур виступав і у вітчизняному футболі, виступаючи за армійську команду. Він був ключовим гравцем в успіху команди, яка складалася з кількох товаришів Бахадура по збірній країни, таких як Хла Маунг, Ба К'ю та Маунг Тхаунг.
Окрім футболу, Сук Бахадур служив у званні майора в 4-му піхотному батальйоні гуркхів бірманської армії.

## Міжнародна кар'єра
Сук Бахадур зіграв понад 150 матчів за збірну Бірми з 1952 по 1970 рік, і забив більше 80 голів.

## Особисте життя
Сук Бахадур був одружений на Кхін Тхан М'їнт.

## Смерть і похорон
Сук Бахадур помер 19 серпня 2001 року у віці 68 років.

## Титули і досягнення
- Азійські ігри: чемпіон 1966, 1970; бронзовий призер 1954
- Кубок Азії: срібний призер 1968
- Переможець Ігор Південно-Східної Азії: 1965, 1967, 1969
- Кубок Мердека: 1964, 1967